# Notaspidium burdicki
Notaspidium burdicki är en stekelart som beskrevs av Halstead 1991. Notaspidium burdicki ingår i släktet Notaspidium och familjen bredlårsteklar. Inga underarter finns listade i Catalogue of Life.